# Ласкарихинское сельское поселение
Ласкарихинское се́льское поселе́ние — муниципальное образование в Кинешемском районе Ивановской области Российской Федерации.
Административный центр — деревня Ласкариха.

## География
Единственное поселение Кинешемского района, расположенное на левом берегу реки Волги. Территория поселения составляет около 450 км². На юге поселение граничит с Юрьевецким районом и Решемским сельским поселением Кинешемского района, на западе с Заволжским районом Ивановской области, на севере с Островским районом, на востоке с Кадыйским районом Костромской области. Населённые пункты расположены в основном в южной части поселения, вблизи Волги.
Южная граница поселения проходит по Волге (Горьковскому водохранилищу). Западная граница — по реке Желвате, левому притоку Волги. Желвата впадает в залив реки Желваты, образовавшийся после создания Горьковского водохранилища. На территории поселения протекает также река Нодога, впадающая в тот же залив, до создания Горьковского водохранилища бывшая правым притоком Желваты. Центральная и северная часть поселения характеризуются большим числом болот и мелких рек.

## История
В 1971 году в целях глубинного зондирования земной коры по заказу Министерства геологии СССР (поиск новых нефтяных месторождений) на берегу реки Шача в 4 км от деревни Галкино Кинешемского района был произведён мирный подземный ядерный взрыв «Глобус-1». В конце августа 1971 года было пробурено две шахты 610 м глубиной, на дно одной из них был заложен ядерный заряд мощностью 2,3 килотонны. Взрыв был произведён 19 сентября 1971 года. На 18 минуте после взрыва в метре от скважины с зарядом произошёл газо-водяной выброс, сопровождавшийся выносом радиоактивных пород на поверхность. Ядерный взрыв был признан аварийным. В настоящее время проводятся работы по реабилитации объекта.
Поселение образовано объединением трёх сельских советов — Красногорского, Ильинского и Стиберского.
Статус и границы сельского поселения установлены Законом Ивановской области от 25 февраля 2005 года № 42-ОЗ «О городском и сельских поселениях в Кинешемском муниципальном районе».

## Символика
Идея символики сельского поселения была предложена главой поселения, Ильёй Амелиным. Герб и флаг были разработаны художницей Анной Гарсия и геральдистами Екатериной и Константином Мочёновыми и утверждены решением Совета Ласкарихинского сельского поселения от 30 августа 2022 года № 29. Они были введены в Государственный геральдический регистр РФ геральдическим советом при президенте РФ 15 февраля 2023 года под номерами №140006 и №14007 соответственно.
Герб имеет следующее геральдическое описание:

В червлёном поле над лазоревой оконечностью, окаймленной серебром с волнистым нижним краем и обремененной двумя серебряными, сообращенно плывущими со сложенными крыльями лебедями — золотая, с серебряным горлом, грудью и брюшком сидящая ласка, опирающаяся передними лапами на обращённый вправо золотой обломок сосновой ветви с шишкой.
Герб сельского поселения является гласным, связанным с созвучием названия деревни Ласкарихи (и соответственно сельского поселения) и наименования ласки, ввиду чего изображение этого животного стало основой композиции герба. Сосновая ветвь отсылает к природе поселения, в частности, окружающим лесам, в состав которых во многом входят сосны. Три пучка на ветви, в свою очередь, отсылают к объединению Красногорского, Ильинского и Стиберского сельсоветов. Серебряные лебеди в нижней части герба символизируют стекольное производство, бывшее одним из основных занятий местных жителей.
Флаг повторяет рисунок герба.

## Население
| 2002 | 2010 | 2011 | 2012 | 2013 | 2014 | 2015 |
| ---- | ---- | ---- | ---- | ---- | ---- | ---- |
| 1033 | ↘764 | ↘761 | ↘738 | ↘716 | ↘683 | ↘662 |
| 2016 | 2017 | 2018 | 2019 | 2020 | 2021 |      |
| ↘654 | ↘623 | ↘616 | ↘604 | ↗617 | ↘450 |      |

## Состав сельского поселения
В поселении пять наиболее крупных по численности постоянного населения населенных пунктов: Красногорский, Ильинское, Ласкариха, Норское и Стиберское. 
| №  | Населённый пункт | Тип населённого пункта          | Население |
| -- | ---------------- | ------------------------------- | --------- |
| 1  | Аннино           | деревня                         | 0         |
| 2  | Антипинская      | деревня                         | 0         |
| 3  | Бабцыно          | деревня                         | 0         |
| 4  | Балахонка        | деревня                         | 3         |
| 5  | Берёзовка        | деревня                         | 4         |
| 6  | Бузинская        | деревня                         | 11        |
| 7  | Валы             | деревня                         | 3         |
| 8  | Волжская         | деревня                         | 2         |
| 9  | Выползиха        | деревня                         | 3         |
| 10 | Галкино          | деревня                         | 3         |
| 11 | Георгиевское     | село                            | ↗10       |
| 12 | Деготница        | деревня                         | 0         |
| 13 | Дорожково        | деревня                         | 0         |
| 14 | Ефремовка        | деревня                         | 10        |
| 15 | Зорино           | деревня                         | 2         |
| 16 | Ильинское        | село                            | ↘204      |
| 17 | Касимово         | деревня                         | 1         |
| 18 | Козлиха          | деревня                         | 0         |
| 19 | Козловка         | деревня                         | 0         |
| 20 | Красногорский    | село                            | 183       |
| 21 | Ласкариха        | деревня, административный центр | ↘146      |
| 22 | Новинки          | деревня                         | 0         |
| 23 | Норское          | деревня                         | 79        |
| 24 | Осиновка         | деревня                         | 0         |
| 25 | Панинская        | деревня                         | 0         |
| 26 | Сидоровка        | деревня                         | 7         |
| 27 | Стиберское       | деревня                         | 69        |
| 28 | Фомино           | деревня                         | 0         |
| 29 | Чёрная           | деревня                         | 0         |
| 30 | Якимово          | деревня                         | 24        |

## Социальная инфраструктура
- две основные общеобразовательные школы в селе Красногорский и селе Ильинское
- на базе Красногорской школы организована дошкольная группа
- три фельдшерско-акушерских пункта
- Социально-культурное объединение Ласкарихинского сельского поселения включает два дома культуры, клуб и три библиотеки[2]

## Предпринимательство и торговля
- сельскохозяйственных предприятия ООО «Восход» и ООО «Решемская слобода»
- 10 индивидуальных предпринимателей, 6 из них в сфере розничной торговли
- 12 пунктов торговли[2]

## Транспорт
Поселение не имеет постоянного сообщения с правобережной частью Кинешемского района, так как здесь слабо развита дорожная сеть и сюда нет маршрутов общественного транспорта. Зимой в районный центр жители поселения добираются по льду через Волгу, летом — на пароме.

## Храмы
- Храм Георгия Победоносца в селе Георгиевское. Четверик храма возведён в 1813 году, трапезная и колокольня немногим позднее. С трёх сторон имеются ворота в каменной ограде. В северную стену ограды включён небольшой дом причта конца XIX века. Все постройки кирпичные. Комплекс хорошо сохранился. Представляет собой образец классицизма с элементами барокко. Играет значительную роль в окружающем пейзаже. Сохранилась масляная живопись, созданная во второй трети XIX века и частично поновлённая в середине XX века. Композиции выполнены в духе барокко и характеризуются разнообразными сюжетами, в фигурах отдельных святых заметно влияние древнерусской живописи. Главный иконостас храма выполнен второй трети XIX века и представляет собой выдающееся для этого региона произведение. Торжественная и парадная композиция главного иконостаса выполнена в духе классицизма, резной декор — в духе барокко, иконы — в традициях древнерусской живописи[20].
- Храм Илии Пророка в селе Ильинское, построенный в 1811 году на средства прихожан из кирпича. Несколько позднее построена трапезная. Храм построен в стиле зрелого классицизма с оригинальной композицией основного объема и своеобразной трактовкой пятиглавия. В ротонде храма сохранились фрагменты клеевой живописи первой половины XIX века[21].